# Andrés Sánchez de Gres
Andrés Sánchez de Gres (p. siglo XIV - 1368), adelantado mayor de Galicia y teniente de pertiguero mayor de la tierra de Santiago.
Era hijo de Alfonso Sánchez de Gres y de Sancha Rodríguez de Bendaña. Mientras duró la guerra de los Dos Pedros, Andrés se mantuvo junto a Pedro I de Castilla secundando los movimientos de Fernando de Castro. Con él asistió, además, a las vistas de Tejadillo en 1334.
Disfrutó de un importante patrimonio, en el cual se contaban las fortalezas de Cira, Cambados y Rodeiro.
Contrajo matrimonio con María Álvarez de Moscoso, quien fuera prima de los arzobispos de Santiago de la segunda centuria de siglo. Tuvo varios hijos, como a María Sánchez, que casó con el almirante Payo Gómez Chariño, y un nuevo Andrés Sánchez, que se unió primero con Sancha de Sotomayor y luego con María de Novoa. Hasta es muy factible que también fuera hija suya Teresa Sánchez, casada con Alfonso Gómez Churruchao.
En el testamento ordenó que depositasen sus restos en la conventual de Santo Domingo de Bonaval, ciudad de Santiago de Compostela, 
dentro de la capilla de San Bartolomé que había hecho a tal efecto. Murió en 1368.